# 小林嘉平治

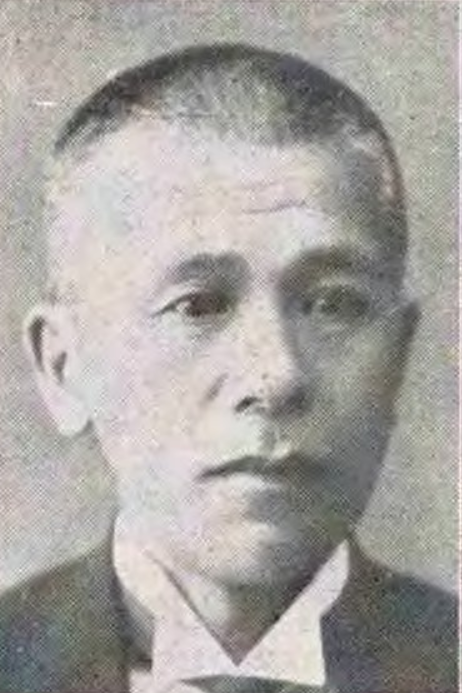
小林嘉平治

小林 嘉平治（こばやし かへいじ、1876年（明治9年）1月1日 - 1940年（昭和15年）12月28日）は、明治時代末期から昭和時代前期の政治家、実業家、銀行家。貴族院多額納税者議員。衆議院議員（2期）。旧姓は山川、旧名・真純。

## 経歴
三重県安濃郡津城下（現津市）で、山川真源の二男として生まれる。1902年（明治35年）8月、一志郡雲出村（現:津市）の先代・小林嘉平治の養子となり、1908年（明治41年）1月、家督を相続し嘉平治を襲名した。
1901年（明治34年）東京帝国大学文科大学哲学科を卒業する。真宗勧学院教授を経て、1911年（明治44年）三重県会議員に当選する。ほか、三重県農会特別議員、同評議員、津商業会議所顧問、県農会長などを歴任した。財界では、三重農工銀行頭取、三重合同電気監査役、朝熊登山鉄道取締役、下津醤油取締役、東邦電力顧問などを務めた。
1915年（大正4年）の第12回衆議院議員総選挙では三重県郡部から中正会所属で出馬し当選する。のち憲政会所属に転じた。つづく第13回衆議院議員総選挙でも当選し、衆議院議員を通算2期務めた。また、1925年（大正14年）三重県多額納税者として貴族院議員に互選され同年9月29日から務め、在任中に死去した。

## 親族
- 妻 小林てい（養父長女）[4][6]